# Festival panafricain du cinéma de Ouagadougou 1981
Le FESPACO 1981 est la 7e édition du Festival panafricain du cinéma de Ouagadougou. Il se déroule du 22 février au 1 mars 1981 à Ouagadougou au Burkina Faso.
Le thème de cette édition est « Le cinéaste africain face à son public ».
Le film Djeli de Fadika Kramo-Lanciné décroche l'Étalon de Yennenga.

## Contexte
Par une ordonnance du 5 janvier 1970, l'État voltaïque a donné à la Société Nationale Voltaïque de Cinématographie (SONAVOCI) le monopole de la distribution et de l'exploitation (une douzaine de salles), ce qui a permis de diversifier ses sources d'approvisionnement en films et d'améliorer la programmation qu'elle a confiée ensuite au Consortium interafricain de distribution cinématographique (CIDC). La Haute-Volta est le seul pays d'Afrique noire francophone à réserver 10 % de ses recettes guichet à la promotion du cinéma africain.
Le président Aboubacar Sangoulé Lamizana est renversé par le coup d'État du 25 novembre 1980 par le Comité militaire de redressement pour le progrès national (C.M.R.P.N.) dirigé par le colonel Saye Zerbo. Un couvre-feu est instauré qui est exceptionnellement levé durant la durée du festival.
Pour Med Hondo, « l'année 1981 a mal débuté pour l'Afrique noire francophone »:  le ministère français de la Coopération a supprimé « son aide qui, même infime, avait permis à tant de films modestes d'être menés à terme ».

## Préparation
C'est en 1981 que l'Union européenne se joint aux bailleurs de fonds du festival.
Le décret du 27 août 1980 précise le règlement technique du Fespaco. Il prévoit notamment la projection de films non-africains (article 2) et que les films en compétition ne doivent pas avoir été projetés en public sur le territoire national à l'exception des films du pays (article 9). Outre le Grand prix Étalon de Yennenga, le prix du meilleur court métrage et le prix du 7ème art qui récompense la maîtrise du langage cinématographique, l'article 15 définit une large palette d'autres prix à attribuer : interprétation féminine et masculine, image (photographie), cadrage (caméra d'or), son (perche d'or), montage (manivelle d'or), scénario, ainsi que le Prix Oumarou Ganda de la 1ère œuvre (en hommage au cinéaste disparu le 1er janvier 1981) et un prix du public par sondage auprès des spectateurs. Il ne peut y avoir de prix exæquo (article 16) mais le Festival peut « accepter d'autres prix, mentions ou dotations matérielles » (article 18).

## Déroulement
Chiffres. 69 films africains et de la diaspora noire sont issus de 17 pays (Bénin, Burundi, Cap-Vert, Côte d'Ivoire, Égypte, Haute-Volta, Guadeloupe, Guinée, Ile Maurice, Mali, Mauritanie, Mozambique, Niger, Sénégal, Somalie, Tunisie, Zimbabwe), tandis que 9 films non-africains proviennent de 11 pays (Allemagne, Autriche, Belgique, Bulgarie, Canada, Chine, États-Unis, France, Grande-Bretagne, Suisse, URSS).
Le nombre de spectateurs est estimé globalement à 120 000 spectateurs.
Au lendemain du festival, un groupe de cinéastes, conduit par Ousmane Sembène et Med Hondo, se rend à Niamey  visiter la tombe de leur camarade Oumarou Ganda, décédé le 1er janvier  à l'âge de 45 ans.

## Le collectif de L’œil vert
Face à l'indifférence des cinéastes de la première génération, qui avaient leur table à part autour de la piscine de l'hôtel Indépendance, centre du festival, une quarantaine de jeunes réalisateurs présents au Fespaco avec leurs premiers courts métrages se réunit et réagit. Ils prônent une approche esthétique qui décolonise le cinéma, comme par exemple de filmer à hauteur des gens et non « à l'occidentale » en plongée un repas partagé à même le sol (« le plan Thiéboudiène »). Ils insistent sur la nécessité de faire un cinéma social qui aborde l'intime familial et des relations. Ils créent à côté de la FEPACI dans la nuit du 26 février un mouvement critique nommé L’œil vert, et élisent Mory Traoré comme secrétaire général et Yéo Kozoloa comme adjoint. Ils reprochent en effet à la FEPACI son immobilisme. Ils veulent « compter sur leurs propres forces, en finir avec la mentalité d'assistés, monter des coproductions africaines et réunir leurs forces pour décrocher des prestations de service ». Ils envisagent de créer un bulletin de liaison et une revue grand public, et surtout de recenser le matériel de tournage et les techniciens noirs afin d'opérer des mutualisations pour s'entraider à faire des films en rupture avec le cinéma politique d'Ousmane Sembène et en phase avec le cinéma poétique de Djibril Diop Mambety. « Ce n'est pas un collectif homogène », indique Patrick Ilboudo. Longtemps considéré comme un mouvement de jeunes face aux anciens, il « s'intéresse surtout à la diffusion des films par l'intermédiaire de coopératives ou par la promotion d'échanges sud-sud ».
Dans un des seuls textes publiés sur ce mouvement qui fit beaucoup parler de lui mais n'eût pas de suite en dehors du court métrage Pain sec de Ousmane William Mbaye (1983), Noël X. Ebony précise que les « notables » ont parlé de « scission » et de « manœuvres de division » du « cinéma africain », expression que les membres du collectif considèrent comme
un abus de langage, « un ghetto entraînant dans
son sillage son cortège de misérabilisme, de néocolonialisme, de
mandarinat et de rodomontades, le tout emballé dans la mystique
d’une unité fictive au mépris des diversités culturelles et de
sensibilités ».
Un Comité africain de cinéastes  est créé à Niamey en mars 1981 par un groupe de cinéastes africains venus du 7e Fespaco pour se recueillir sur la tombe d'Oumarou Ganda et projeter leurs films au profit de sa veuve et de ses enfants. Il se donne surtout pour but de dynamiser la diffusion des films d'Afrique et réussit à vendre des lots de films en Europe,Asie et dans le continent africain. Il est doté d'une charte, de statuts et d'un règlement, avec une direction composée de quatre membres dont Med Hondo est le coordinateur principal.
Ne faisant pas l'unanimité des cinéastes, ces deux initiatives n'ont pas fait long feu, la FEPACI se relançant lors de son colloque le 4 mars 1982 à Niamey qui a adopté un manifeste, et créé un comité ad hoc pour préparer la tenue du 3e congrès lors du Fespaco 1985.

## Palmarès
| Prix                                                                               | Lauréat                 | Film                                            | Pays                |
| Grand prix Étalon de Yennenga                                                      | Fadika Kramo-Lanciné    | Djeli                                           | Côte d'Ivoire       |
| Prix du 7e art                                                                     | Med Hondo               | West Indies ou les Nègres marrons de la liberté | Mauritanie          |
| Prix de l'authenticité africaine                                                   | Jean-Michel Tchissoukou | La Chapelle                                     | République du Congo |
| Prix Oumarou Ganda de la 1ère œuvre                                                | Kwaw Ansah              | Love Brewed in the African Pot                  | Ghana               |
| Prix du meilleur court métrage                                                     | Idrissa Ouedraogo       | Poko                                            | Haute-Volta         |
| Prix d'honneur de la commune de Ouagadougou                                        | Ben Diogaye Bèye        | Sey, Seyeti (Un homme, deux femmes)             | Sénégal             |
| Prix du Consortium africain de distribution cinématographique (CIDC) / Caméra d'or | Jean-Pierre Kaba        | Gozzi                                           | Niger               |
| Prix du CIDC / Perche d'or                                                         | Abdellatif Ben Ammar    | Aziza                                           | Tunisie             |
| Prix du CIDC / Manivelle d'or                                                      | Murilo Salles (pt)      | Essas São as Armas (documentaire)               | Mozambique          |
| Prix de l'Institut culturel africain (ICA) / Le Cauri                              | Harrikrishna Anenden    | L'Argile et la flamme                           | Maurice             |
| ICA : mention spéciale                                                             | Idrissa Ouedraogo       | Poko                                            | Haute-Volta         |
| Prix OCIC                                                                          | Fadika Kramo-Lanciné    | Djeli                                           | Côte d'Ivoire       |
| OCIC : mention spéciale                                                            | Kalifa Dienta           | A Banna (C'est fini)                            | Mali                |
| OCIC : mention spéciale                                                            | William Ousmane Mbaye   | Doomi Ngacc (L'Enfant de Ngatch)                | Sénégal             |
| OCIC : mention spéciale                                                            | Issa Falaba Traoré      | An be no do (Nous sommes tous coupables)        | Mali                |
| Prix de la critique internationale long métrage                                    | Fadika Kramo-Lanciné    | Djeli                                           | Côte d'Ivoire       |
| Prix de la critique internationale court métrage                                   | Idrissa Ouedraogo       | Poko                                            | Haute-Volta         |